# Disney Star
Disney Star, est une société indienne de médias et de divertissement, propriété de la Walt Disney Company.
Son siège social est situé à Mumbai, Maharashtra.
Le 7 décembre 2018, Star India arrête ses activités télévisuelles aux États-Unis et au Royaume-Uni et ne conserve que le service Hotstar en service par contournement.
Pour Reuters, le rachat de la Fox par Disney sera profitable en Inde aux 69 chaînes de Star India et son service de streaming Hotstar, Disney récupérant aussi les droits de la Coupe du monde de cricket.
Le 14 avril 2022, la société Star India est rebaptisée Disney Star.

## Chaînes
- Disney Channel
- Disney Junior
- Disney International HD
- Super Hungama
- Hungama TV
- Star Plus
- Star Bharat
- Star Utsav
- Star Utsav Movies
- Star Gold
- Star Gold Select
- Movies OK
- Star World
- Star World Premiere
- Star Movies
- Star Movies Select
- National Geographic Channel
  - Nat Geo Wild
  - Nat Geo People
  - Nat Geo Music
- Fox Life
- Star Jalsha
- Star Jalsha Movies
- Star Pravah
- Star Maa
  - Star Maa Movies
  - Star Maa Gold
  - Star Maa Music
- Star Vijay
- Star Vijay Super
- Star Suvarna
- Star Suvarna Plus
- Asianet
- Asianet Plus
- Asianet Movies
- Star Sports
  - Star Sports 1
  - Star Sports 2
  - Star Sports 3
  - Star Sports Select 1
  - Star Sports Select 2
  - Star Sports 1 Hindi
  - Star Sports 1 Tamil
  - Star Sports 1 Telugu
  - Star Sports 1 Kannada
  - Star Sports 1 Bangla
  - Star Sports First